# Mert Çiçek
Mert Çiçek (* 25. Februar 1998) ist ein türkischer Leichtathlet, der sich auf den Dreisprung spezialisiert hat.

## Sportliche Laufbahn
Erste internationale Erfahrungen sammelte Mert Çiçek im Jahr 2015, als er bei den Jugendweltmeisterschaften in Cali mit einer Weite von 15,68 m den vierten Platz belegte. Anschließend erreichte er bei den Balkan-Meisterschaften in Pitești mit 15,69 m Rang sechs. Im Jahr darauf wurde er bei den Balkan-Meisterschaften ebendort mit 15,88 m Achter und schied anschließend bei den U20-Weltmeisterschaften in Bydgoszcz mit 15,29 m in der Qualifikation aus, wie auch bei den U20-Europameisterschaften 2017 in Grosseto mit 14,99 m. 2018 klassierte er sich bei den Balkan-Meisterschaften in Stara Sagora mit 16,02 m auf dem sechsten Platz und im Jahr darauf verpasste er bei den U23-Europameisterschaften im schwedischen Gävle mit 15,74 m den Finaleinzug. 2020 erreichte er bei den Balkan-Hallenmeisterschaften in Istanbul mit 15,48 m Rang zehn und bei den Freiluftmeisterschaften in Cluj-Napoca belegte er mit einem Sprung auf 15,47 m den sechsten Platz. 2021 wurde er bei den Balkan-Hallenmeisterschaften in Istanbul mit 14,93 m Zehnter und bei den Freiluftmeisterschaften in Smederevo gelangte er mit 15,72 m auf Rang fünf.
2020 wurde Çiçek türkischer Hallenmeister im Dreisprung.

## Persönliche Bestleistungen
- Dreisprung: 16,20 m (+1,7 m/s), 4. August 2019 in Bursa
  - Dreisprung (Halle): 15,99 m, 20. Februar 2019 in Istanbul